# ناحیه کوبوکو
ناحیه کوبوکو (به لاتین: Koboko District) یک منطقهٔ مسکونی در اوگاندا است که در استان شمالی، اوگاندا واقع شده‌است. ناحیه کوبوکو ۷۵۹٫۷ کیلومتر مربع مساحت و ۲۳۶٬۹۰۰ نفر جمعیت دارد و ۱٬۲۸۵ متر بالاتر از سطح دریا واقع شده‌است.